# Тото

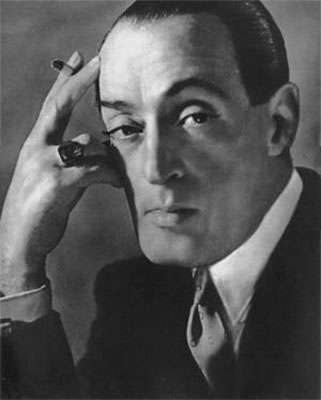
Тото в 1930 году

Тото́ (итал. Totò, настоящее имя при рождении Антонио Винченцо Стефано Клементе, итал. Antonio Vincenzo Stefano Clemente, впоследствии изменено на Фокас Флавио Анджело Дукас Комнено Де Куртис ди Бизанцьо Гальярди, в официальных справочниках он значится, как Его Королевское Высочество Антонио Флавио Фокас Непомучено Де Куртис Гальярди герцог Комнин Византийский, итал. Antonio Focas Flavio Angelo Ducas Comneno De Curtis di Bisanzio Gagliardi; 15 февраля 1898 — 15 апреля 1967) — итальянский комик. Играл в театрах Неаполя и Рима, выступал в варьете. В кино с 1936 года. Снялся более чем в ста фильмах.

## Биография
Тото родился в Саните — бедном квартале Неаполя. Его матерью была Анна Клементе, отцом — маркиз Джузеппе де Куртиз, признавший отцовство только в 1928 году. После смерти отца в 1933 году Тото усыновил маркиз Франческо Гальярди Фокас.
Имел множество романов, но не был женат. 
В 1935-1939 гг. состоял в гражданском браке с актрисой варьете Дианой Бандини Рольяни (1915-2006), с которой познакомился в 1933 г. Рольяни родила ему дочь, Лилиану де Куртиз (1933-2022), названную в память певицы и танцовщицы Лилианы Кастаньоло (1895-1930), которая отравилась из-за сложных любовных отношений с Тото. После расторжения брака в 1939 г. пара продолжала жить в одном доме ради воспитания дочери, как условились, до восемнадцатилетия. В 1950 г. Рольяни оставила Тото, но поддерживала с ним хорошие отношения. 
От известной актрисы Франки Фальдини (род. в 1931) родился ребёнок, умерший через несколько часов после родов.
Скончался в Риме, после серии сердечных приступов.

## Тото в масонстве
9 апреля 1945 года Тото стал масоном, пройдя посвящение в ложе «Палиндженези» (Великая ложа Италии). Он был одним из основателей ложи «Искусство и труд», являлся её досточтимым мастером. И был посвящён в 30° (Рыцарь Кадош) Древнего и принятого шотландского устава.
Замечательной книгой стихов Тото является поэтический сборник на неаполитанском диалекте «Весы» («'A livella»), что иногда переводят, как итальянское «По уровню». В поэтической форме Тото говорит о равенстве людей перед смертью. Поскольку в масонстве «уровень» является символом равенства, лирические стихотворения Тото иногда воспринимаются сквозь призму масонской символики.

## Тото в астрономии
В 2017 году в честь актёра и писателя назван астероид (65821) Де Куртис, открытый итальянским астрономом Винченцо Казулли в 1996 году.

## Избранная фильмография
| Год  |   | Русское название                                | Оригинальное название            | Роль                                    |
| ---- | - | ----------------------------------------------- | -------------------------------- | --------------------------------------- |
| 1948 | ф | Тото совершает поездку по Италии                | Totò al giro d'Italia            | профессор Тото Казамандреи              |
| 1950 | ф | Тото ищет квартиру                              | Totò cerca casa                  | Бениамино Ломаччо                       |
| 1951 | ф | Полицейские и воры                              | Guardie e ladri                  | Фердинандо Эспозито                     |
| 1952 | ф | Тото и императоры Рима                          | Totò e i re di Roma              | Эрколь Папалардо                        |
| 1952 | ф | Тото в цвете                                    | Totò a colori                    | Антонио Сканагатти                      |
| 1954 | ф | Где свобода?                                    | Dov'è la libertà...?             | Сальваторе Лояконо                      |
| 1954 | ф | Золото Неаполя                                  | L'Oro di Napoli                  | дон Саверио Петрилло                    |
| 1956 | ф | Банда честных                                   | La banda degli onesti            | Антонио Бонокоре                        |
| 1958 | ф | Злоумышленники, как всегда, остались неизвестны | I soliti ignoti                  | Данте Кручиани                          |
| 1958 | ф | Закон есть закон                                | La loi c'est la loi...           | Джузеппе Ла Палья                       |
| 1958 | ф | Тото в Париже                                   | Totò a Parigi                    | Маркиз Гастон де Чемандель / Тото       |
| 1959 | ф | Прохвосты                                       | I Tartassati                     | Торкато Пеццелла                        |
| 1959 | ф | Тото в Мадриде                                  | Totò, Eva e il pennello proibito | Тото Скорчелетти                        |
| 1962 | ф | Тото и Пеппино разделены в Берлине              | Totò e Peppino divisi a Berlino  | Антонио Ла Пуцца (Зловонни) / Канаринис |
| 1963 | ф | Механизатор                                     | Le Motorizzate                   | Урбано Какаче                           |
| 1963 | ф | Монах из Монцы                                  | Il monaco di Monza               | Паскуале Чиччиакальда / дон Мануэль     |
| 1963 | ф | Тото и Клеопатра                                | Totò e Cleopatra                 | Марк Антоний / Тотонно                  |
| 1965 | ф | Мандрагора                                      | La mandragola                    | монах                                   |
| 1966 | ф | Операция «Святой Януарий»                       | Operazione San Gennaro           | дон Винченцо                            |
| 1966 | ф | Птицы большие и малые                           | Uccellacci e uccellini           | Тото / брат Чичилло                     |
| 1967 | ф | Ведьмы                                          | Le streghe                       | Чьянчикато Мьяо                         |
| 1968 | ф | Каприз по-итальянски                            | Capriccio All'Italiana           | Старый джентльмен / марионетка Яго      |

## Творчество Тото

### Стихи
- 'A livella (La livella)
- Ricunuscenza (Riconoscenza)
- 'A mundana (La prostituta)
- Dick
- Zuoccole, tammorre e femmene (Zoccoli, tamburi e donne)
- Si fosse n’auciello (Se fossi un uccello)
- 'Ngiulina (Angelina)
- Balcune e lloggie (Balconi e logge)
- Ll’ammore (L’amore)
- Uocchie ca mme parlate (Occhi che mi parlate)
- 'A statuetta (La statuetta)
- 'A cunzegna (La consegna)
- Ammore perduto (Amore perduto)
- 'A nnammurata mia (La mia fidanzata)
- Core analfabeta (Cuore analfabeta)
- 'E ccorna (Le corna)
- 'O schiattamuorto (Il becchino)
- Felicità
- 'A vita (La vita)
- Il fine dicitore
- Bianchina
- 'E pezziente (I pezzenti)
- 'A speranza (La speranza)
- Il cimitero della civiltà
- Sarchiapone e Ludovico
- L’indesiderabile

### Песни
- Margherita (1935)
- Ddoje strade (1944)
- Dincello, mamma mia (1945)
- Ischia mia (1946)
- Margellina blu (1947)
- Napule, tu e io (1948)
- La mazurka di Totò (1949)
- L’ammore avesse 'a essere (1949)
- Casa mia (1950)
- Che me diciste a ffà (1951)
- Malafemmena (1951)[8]
- Nun si 'na femmena (1951)
- Carme'… Carme' (1953)
- Luntano a te (1953)
- Con te (1954 — presentata al Festival di Sanremo 1954|Festival di Sanremo)
- Tapioca (1954)
- Core analfabeta (1955)
- Sulo (1955)
- Mammarella (1958)
- Miss… mia cara miss (1958)
- Aggio perduto ammore (1959)
- Nemica (1959)
- Filomè (1960)
- Scettico napulitano (1961)
- I voglio bene 'e femmene (1962)
- Le Lavandou (1962)
- Uocchie ca me parlate (1963)
- Baciami (1965)